# 호라이촌
호라이촌(鳳来村)은 야마나시현 기타코마군에 있던 촌이다. 현재의 호쿠토시 서부에 해당한다.

## 역사
- 1875년 1월 - 고마군 2개 촌이 합병해 시오자키촌이 성립하였다.
- 1878년 7월 22일 - 군구정촌편직법에 의해, 시오자키촌은 기타코마군에 소속되었다.
- 1889년 7월 1일 - 정촌제 시행에 의해 근세이후의 쓰가네촌이 단독으로 지자체를 형성하였다.
- 1955년 7월 1일 - 스가와라촌, 고마기촌의 일부, 나가사카정의 일부와 합병해 하쿠슈정이 성립하여, 동일 호라이촌은 폐지되었다.

## 교통

### 도로
- 국도 제20호선

## 참고문헌
- 角川日本地名大辞典 19 山梨県